# Jítravské sedlo
Jítravské sedlo (424 m n. m.), též Na Větrníku, je sedlo v okrese Liberec ve stejnojmenném kraji. Leží asi 1 km severovýchodně od vsi Jítrava na příslušném katastrálním území, částečně i na území obce Bílý Kostel nad Nisou. Sedlem prochází hranice mezi Přírodním parkem Ještěd a Chráněnou krajinnou oblastí Lužické hory.

## Geomorfologické zařazení
Sedlo náleží do celku Ještědsko-kozákovský hřbet, podcelku Ještědský hřbet, okrsku Kryštofovy hřbety a podokrsku Vápenný hřbet, jejž rozděluje na části Havranský hřbet a Vysocký hřbet.

## Přístup
Sedlem prochází silnice I/13 Liberec – Nový Bor. Od Jítravy vede po silnici červená turistická značka, která na rozcestí Na Větrníku – Jítravské sedlo odbočuje na východ po svahu Jítravského vrchu dále na jihovýchod.